# 阿米蒂 (紐約州奧蘭治縣)
阿米蒂（英語：Amity）是位於美國紐約州奧蘭治縣的非建制地區。

## 歷史
阿米蒂的郵局於1816年設立，其後於1940年停運。

## 地理
阿米蒂所處的海拔為高於海平面154米（即505英呎），而該地所採用的時區為UTC-5，即北美东部时区（EST）。同時該地設有夏令時間，為UTC-5調快一小時，即UTC-4（EDT）。